# Мадагаскар на зимних Олимпийских играх 2018
Мадагаскар на зимних Олимпийских играх 2018 года был представлен одной спортсменкой в горнолыжном спорте. Это вторые зимние Олимпийские игры в истории Мадагаскара, после Игр в Турине, где сборную представлял горнолыжник Матьё Разанаколона.

## Состав сборной
Горнолыжный спорт
1. Мьялитьяна Клерк

## Результаты соревнований

### Лыжные виды спорта

#### Горнолыжный спорт
Квалификация спортсменов для участия в Олимпийских играх осуществлялась на основании специального квалификационного рейтинга FIS по состоянию на 21 января 2018 года. При этом НОК для участия в Олимпийских играх мог выбрать только того спортсмена, который вошёл в топ-500 олимпийского рейтинга в своей дисциплине, и при этом имел определённое количество очков, согласно квалификационной таблице. Страны, не имеющие участников в числе 500 сильнейших спортсменов, могли претендовать только на квоты категории «B» в технических дисциплинах. По итогам квалификационного отбора сборная Мадагаскара стала обладательницей олимпийской лицензии категории «B» в женских соревнованиях, которую для страны завоевала Мьялитьяна Клерк.
Женщины
| Соревнование      | Спортсмены       | Скоростной спуск/ 1 спуск | Скоростной спуск/ 1 спуск | Слалом/ 2 спуск | Слалом/ 2 спуск | Всего   | Место | Отставание |
| Соревнование      | Спортсмены       | Время                     | Место                     | Время           | Место           | Всего   | Место | Отставание |
| ----------------- | ---------------- | ------------------------- | ------------------------- | --------------- | --------------- | ------- | ----- | ---------- |
| слалом            | Мьялитьяна Клерк | 1:01,24                   | 53                        | 59,03           | 48              | 2:00,27 | 47    | +21,64     |
| гигантский слалом | Мьялитьяна Клерк | 1:21,82                   | 55                        | 1:17,18         | 47              | 2:39,00 | 48    | +18,98     |